# Vinčai (stacja kolejowa)
Vinčai – stacja kolejowa w miejscowości Vinčai, w rejonie mariampolskim, w okręgu mariampolskim, na Litwie. Położona jest na linii Kozłowa Ruda – Suwałki. Przebiega tędy również Rail Baltica. Peron usytuowany jest tylko przy linii szerokotorowej.
Stacja została odnowiony w latach 10. XXI w.